# Jan Hojer
Jan Hojer (* 9. února 1992 Kolín nad Rýnem) je německý reprezentant ve sportovním lezení a olympionik. Vítěz světového poháru, mistr Evropy, mistr Německa a juniorský mistr Německa v boulderingu.

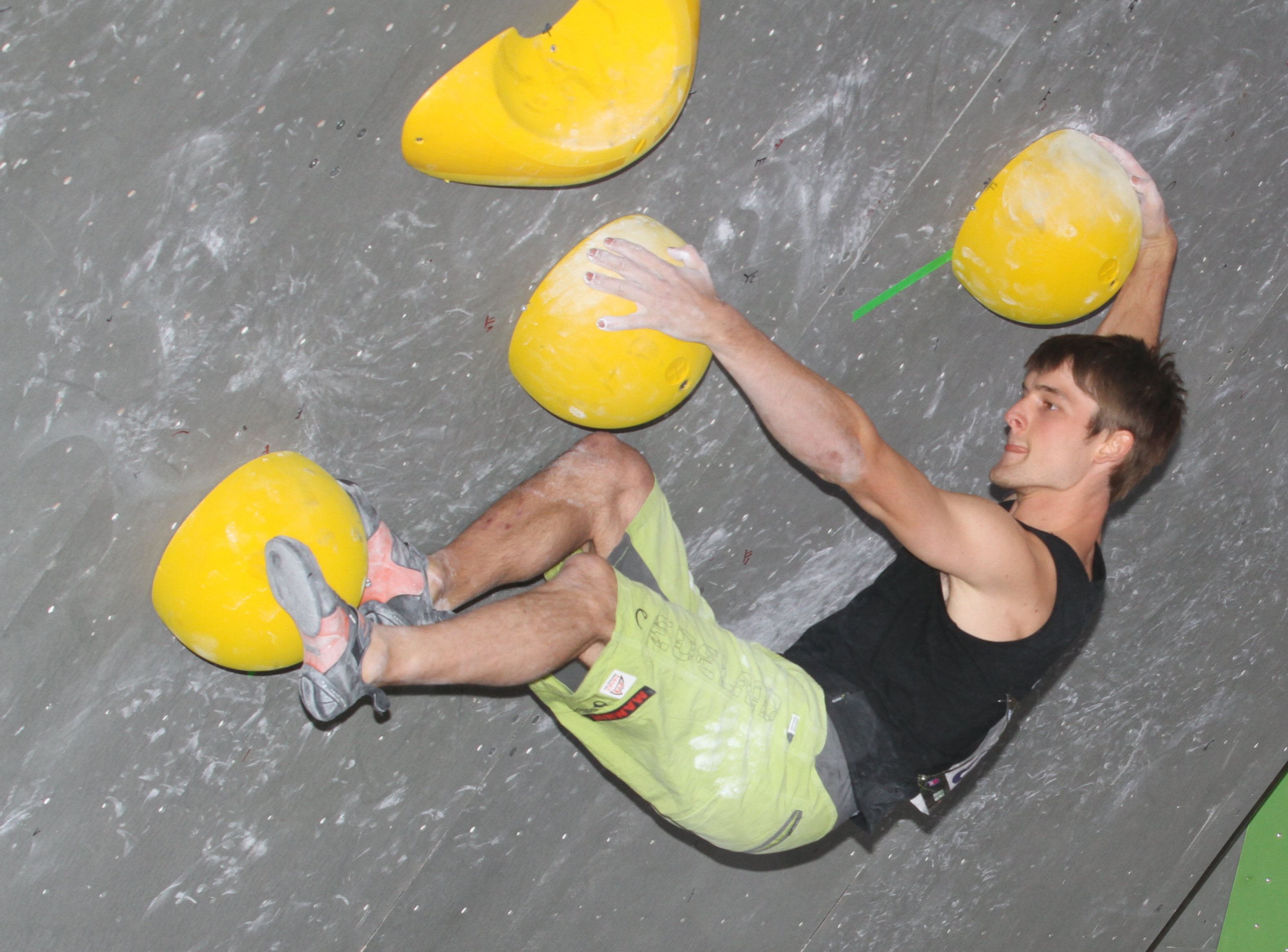
Jan Hojer na SP 2015
v boulderingu, Mnichov

## Výkony a ocenění
- 2010: vítěz německého poháru
- 2014: bronz na mistrovství světa
- 2015: nominace na světové hry 2017 v polské Vratislavi (za vítězství na ME)
- 2017: obhájil titul mistra Evropy v boulderingu
- 2018: bronz na mistrovství světa
- 2021: účast na LOH 2020 v Tokiu

### Skalní lezení
- Action Direct, 9a, Frankenjura, Německo, 18 let

### Bouldering
- 2013: The Big Island, 8C, Fontainebleau, Francie
- 2013: Mécanique Élémentaire, 8C, Fontainebleau, Francie
- 2013: Trip hop, 8C, Fontainebleau, Francie
- 2013: Jour de chasse, 8C, Fontainebleau, Francie
- 2014: Dreamtime, 8C, Cresciano, Švýcarsko
- 2014: Le Marathon de Boissy, 8C, Cresciano, Švýcarsko
- 2014: The story of 2 worlds, 8C, Cresciano, Švýcarsko
- 2015: From Dirt Grows the Flowers, 8C, Chironico, Švýcarsko[1]

### Závodní výsledky
| Arco Rock Master | Arco Rock Master |
| Rok              | 2017             |
| ---------------- | ---------------- |
| Bouldering       | 4                |

| Mistrovství světa | Mistrovství světa | Mistrovství světa | Mistrovství světa | Mistrovství světa | Mistrovství světa | Mistrovství světa |
| Rok               | 2009              | 2011              | 2012              | 2014              | 2016              | 2018              |
| ----------------- | ----------------- | ----------------- | ----------------- | ----------------- | ----------------- | ----------------- |
| Obtížnost         | 30                | —                 | —                 | 30                | —                 | 29-30             |
| Rychlost          | —                 | —                 | —                 | 30                | —                 | 33                |
| Bouldering        | 39-40             | 46-47             | 5                 | 3                 | 27-28             | 9                 |
| Kombinace         | —                 | —                 | —                 | —                 | —                 | 3                 |

| Světový pohár       | Světový pohár        | Světový pohár        | Světový pohár  | Světový pohár             | Světový pohár            | Světový pohár          | Světový pohár    | Světový pohár      | Světový pohár                 | Světový pohár              | Světový pohár           |
| Rok                 | 2008                 | 2009                 | 2010           | 2011                      | 2012                     | 2013                   | 2014             | 2015               | 2016                          | 2017                       | 2018                    |
| ------------------- | -------------------- | -------------------- | -------------- | ------------------------- | ------------------------ | ---------------------- | ---------------- | ------------------ | ----------------------------- | -------------------------- | ----------------------- |
| Obtížnost           | 22-23                | 22-23                | 43,-45         | —                         |                          |                        |                  | 33                 |                               | 17-18                      |                         |
| jednotlivě*         | 9,38-40, 22-24,-,-,- | -,32,14,15, 46-47,34 | 44-45,-, 19,34 | —                         |                          |                        |                  | 11,-,-, -,-,-,-    |                               | 8,27,15, 30,44, 35,11,4    |                         |
|                     |                      |                      |                |                           |                          |                        |                  |                    |                               |                            |                         |
| Rychlost            | —                    | —                    | —              | —                         | —                        | —                      | —                | —                  | —                             | 29                         |                         |
| jednotlivě*         | —                    | —                    | —              | —                         | —                        | —                      | —                | —                  | —                             | 28,26,10, -,29,-,-         | 55-56                   |
|                     |                      |                      |                |                           |                          |                        |                  |                    |                               |                            |                         |
| Bouldering          | —                    | —                    | —              | 33                        | 20                       | 8                      | 1                | 2                  | 9                             | 7                          | 13                      |
| jednotlivě* (5/4/1) | —                    | —                    | —              | 10,13,-, 27-30,-, -,-,-,- | 29-30, · ,-,-, · 21-22,- | 7,28,8, · ,,9, · 25,13 | 4,,7, · ,10, · , | 5,4, · 4,, · 27-28 | 33-34,21-, · 31,18,, · 9,9-10 | ,17, · 16,37-38, · 7,12,13 | 12,10,-, 7,5,35-36, 18, |
|                     |                      |                      |                |                           |                          |                        |                  |                    |                               |                            |                         |
| Kombinace           |                      |                      |                |                           |                          |                        |                  | 5                  | —                             | 7                          |                         |

* poznámka: nalevo jsou poslední závody v roce
| Adidas Rockstars | Adidas Rockstars |
| Rok              | 2016             |
| ---------------- | ---------------- |
| Bouldering       | 2                |

| Mistrovství Evropy | Mistrovství Evropy | Mistrovství Evropy | Mistrovství Evropy | Mistrovství Evropy |
| Rok                | 2010               | 2013               | 2015               | 2017               |
| ------------------ | ------------------ | ------------------ | ------------------ | ------------------ |
| Obtížnost          | 41                 | —                  | —                  |                    |
| Bouldering         | —                  | 20-21              | 1                  | 1                  |

| Mistrovství Německa | Mistrovství Německa | Mistrovství Německa | Mistrovství Německa | Mistrovství Německa | Mistrovství Německa | Mistrovství Německa | Mistrovství Německa |
| Rok                 | 2008                | 2009                | 2011                | 2014                | 2016                | 2017                | 2018                |
| ------------------- | ------------------- | ------------------- | ------------------- | ------------------- | ------------------- | ------------------- | ------------------- |
| Obtížnost           | 1                   | 3                   |                     |                     |                     | 1                   |                     |
| Bouldering          |                     |                     | 1                   | 1                   | 1                   |                     |                     |

| Evropský pohár juniorů | Evropský pohár juniorů | Evropský pohár juniorů | Evropský pohár juniorů | Evropský pohár juniorů |
| Rok                    | 2007 kat B             | 2008 kat A             | 2010 junioři           | 2011 junioři           |
| ---------------------- | ---------------------- | ---------------------- | ---------------------- | ---------------------- |
| Obtížnost              | 3                      | 2                      | 2                      | —                      |
| jednotlivě*            | x                      | x                      | x                      | —                      |
| Bouldering             | —                      | —                      | —                      | 2                      |
| jednotlivě*            | —                      | —                      | —                      | x                      |

* poznámka: nalevo jsou poslední závody v roce